# Primeira Guerra Anglo-Marata

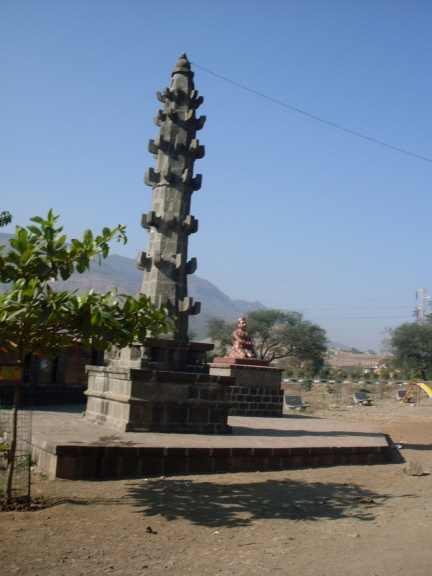
Monumento comemorativo da vitória Maratha na Batalha Wadgao

A Primeira Guerra Anglo-Marata foi a primeira de três guerras entre a Companhia Britânica das Índias Orientais e o Império Marata, antigo império hindu que hoje é parte da Índia. O confronto teve lugar em Janeiro de 1779, na aldeia de Wadgaon. Terminou com a rendição dos britânicos e a assinatura do Tratado de Wadgaon, que estabelecia a entrega de todos os territórios adquiridos pela Companhia das Índias desde 1773.